# Тепла Річка (Тяжинський округ)
Те́пла Рі́чка (рос. Тёплая Речка) — присілок у складі Тяжинського округу Кемеровської області, Росія.

## Населення
Населення — 59 осіб (2010; 114 у 2002).
Національний склад (станом на 2002 рік):
- росіяни — 97 %